# Университет Виченцы
Университет Виченцы (итал. Università di Vicenza) — средневековый университет, располагавшийся в венецианском городе Виченца.
Был основан в 1204 году. Получил статус Studium generale в том же году. Основу университета составляли выходцы из Болоньи. Университет был закрыт спустя пять лет, в 1209 году.
Новый университет в Виченце был открыт в 1970-х годах.